# Inês Henriques

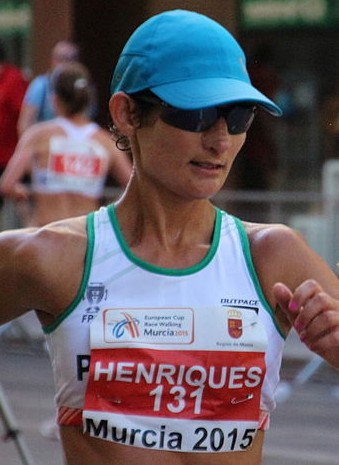
Inês Henriques

Inês Henriques, född 1 maj 1980, är en portugisisk friidrottare som blev världsmästare på 50 kilometer gång vid världsmästerskapen i friidrott 2017. Hon blev därmed den första kvinnliga världsmästaren någonsin på 50 kilometer gång eftersom grenen infördes till detta mästerskap.
Henriques har deltagit i tre olympiska sommarspel, 2004, 2012 och 2016.

### Fotnoter
1. ↑  ”Athlete profile Ines Henriques”. iaaf.org. IAAF. https://www.iaaf.org/athletes/portugal/ines-henriques-134866. Läst 13 augusti 2017.
2. ↑  "IAAF WORLD CHAMPIONSHIPS LONDON 2017 - 50 KILOMETRES RACE WALK WOMEN". Läst 13 augusti 2017. (engelska)
3. ↑  Women's 50km race walk added to London 2017 to ensure gender equality
4. ↑  Olympic.org - Ines Henriques